# مايك بلير
مايك بلير (بالإنجليزية: Michael Robert Leighton Blair)‏ هو لاعب اتحاد الرغبي بريطاني، ولد في 20 أبريل 1981 في إدنبرة في المملكة المتحدة.

## وصلات خارجية
- مايك بلير على موقع دوري الرغبي الممتاز (الإنجليزية)
- مايك بلير عل موقع إسبنسكروم (الإنجليزية)
- مايك بلير على موقع ItsRugby.co.uk (الإنجليزية)